# Zujevina
Zujevina är ett vattendrag i Bosnien och Hercegovina.   Det ligger i entiteten Federationen Bosnien och Hercegovina, i den centrala delen av landet, 6 km väster om huvudstaden Sarajevo.
I omgivningarna runt Zujevina växer i huvudsak lövfällande lövskog. Runt Zujevina är det ganska tätbefolkat, med 90 invånare per kvadratkilometer.